# Sărituri în apă la Jocurile Olimpice de vară din 2020 - 10 metri platformă sincron (feminin)
Proba feminină de sărituri în apă - 10 metri platformă sincron de la Jocurile Olimpice de vară din 2020 de la Tokyo a avut loc în 27 iulie 2021, la Tokyo Aquatics Centre.

## Program
Orele sunt ora Japoniei (UTC+9) 
| Data                 | Timp  | Etapă  |
| -------------------- | ----- | ------ |
| Marți, 27 iulie 2021 | 15:00 | Finala |

## Rezultate
| Loc | Sportive                          | Țară                       | Țară  | Țară  | Țară  | Țară  | Țară   | Totala |
| Loc | Sportive                          | 1                          | 2     | 3     | 4     | 5     | Puncte | Totala |
| --- | --------------------------------- | -------------------------- | ----- | ----- | ----- | ----- | ------ | ------ |
| 1   | Chen Yuxi Zhang Jiaqi             | China                      | 53,40 | 57,60 | 81,90 | 86,40 | 84,48  | 363,78 |
| 2   | Delaney Schnell Jessica Parratto  | Statele Unite ale Americii | 45,00 | 46,80 | 70,20 | 70,08 | 78,72  | 310,80 |
| 3   | Gabriela Agundez Alejandra Orozco | Mexic                      | 47,40 | 43,80 | 69,30 | 68,16 | 71,04  | 299,70 |
| 4   | Meaghan Benfeito Caeli McKay      | Canada                     | 49,20 | 51,60 | 71,04 | 51,48 | 75,84  | 299,16 |
| 5   | Tina Punzel Christina Wassen      | Germania                   | 46,80 | 47,40 | 69,12 | 58,50 | 71,04  | 292,86 |
| 6   | Matsuri Arai Minami Itahashi      | Japonia                    | 46,20 | 48,00 | 64,68 | 71,10 | 61,44  | 291,42 |
| 7   | Eden Cheng Lois Toulson           | Marea Britanie             | 43,20 | 47,40 | 58,50 | 71,04 | 69,12  | 289,26 |
| 8   | Pandelela Rinong Leong Mun Yee    | Malaezia                   | 50,40 | 49,80 | 54,90 | 64,32 | 58,56  | 277,98 |